# Галкін Лев Федорович
Лев Федорович Галкін (1908, село Гарі Дмитровського повіту Московської губернії, тепер у складі смт. Запрудня Московської області, Російська Федерація — 21 грудня 1961, місто Хабаровськ, тепер Російська Федерація) — радянський діяч органів держбезпеки, міністр державної безпеки Туркменської РСР, генерал-майор. Депутат Верховної ради СРСР 3-го скликання.

## Біографія
Народився в родині робітника-скляра. У 1925 році закінчив школу 2-го ступеня в місті Корчев Тверської губернії.
У червні 1925 — березні 1928 року — притиральник-шліфувальник склозаводу імені 1 Травня селища Чириковка Кімрівського повіту Тверської губернії.
Член ВКП(б) з квітня 1927 року.
У березні 1928 — грудні 1930 року — шліфувальник кришталевого заводу імені Калініна в Москві. У грудні 1930 — лютому 1931 року — препаратор науково-дослідного інституту імені Карпова в Москві. У лютому 1931 — березні 1932 року — лаборант хімічного заводу № 1 в Москві. У 1932 році закінчив два курси вечірнього хіміко-технологічного інституту імені Менделєєва в Москві.
З березня 1932 до березня 1933 року — слухач Центральної школи ОДПУ СРСР. У лютому — вересні 1933 року — помічник уповноваженого 4-го відділення Економічного управління ОДПУ СРСР. У вересні 1933 — липні 1934 року — помічник уповноваженого 3-го відділення Економічного управління ОДПУ СРСР. У липні 1934 — травні 1935 року — помічник уповноваженого 3-го відділення Економічного відділу ГУДБ НКВС СРСР. У травні 1935 — березні 1937 року — помічник оперуповноваженого 5-го відділення Економічного відділу ГУДБ НКВС СРСР. У березні 1937 — грудні 1938 року — оперуповноважений 14-го відділення 3-го відділу ГУДБ НКВС СРСР.
19 грудня 1938 — 26 лютого 1941 року — заступник начальника Управління НКВС по Вологодській області.
26 лютого 1941 — 7 травня 1943 року — начальник Управління НКВС по Вологодській області.
7 травня 1943 — 10 лютого 1945 року — начальник Управління НКДБ по Вологодській області.
10 лютого 1945 — 16 серпня 1950 року — народний комісар (з 1946 року — міністр) державної безпеки Туркменської РСР.
16 серпня 1950 — 10 березня 1952 року — начальник Управління МДБ по Курській області.
10 березня 1952 — 16 березня 1953 року — начальник Управління МДБ по Хабаровському краю.
16 березня 1953 — 27 березня 1954 року — начальник Управління МВС по Хабаровському краю.
27 березня 1954 — 21 грудня 1961 року — начальник Управління КДБ при РМ СРСР по Хабаровському краю.
Помер 21 грудня 1961 року в Хабаровську. Похований в Москві на Ваганьковському цвинтарі.

## Звання
- молодший лейтенант державної безпеки (11.12.1935)
- лейтенант державної безпеки (8.04.1938)
- старший лейтенант державної безпеки (17.01.1939)
- капітан державної безпеки (9.05.1940)
- майор державної безпеки (6.09.1941)
- полковник державної безпеки (14.02.1943)
- полковник (30.09.1955)
- генерал-майор (14.01.1956)

## Нагороди
- орден Леніна (28.01.1950)
- орден Червоного Прапора (5.11.1954)
- орден Вітчизняної війни І ст. (21.04.1945)
- орден Трудового Червоного Прапора (17.04.1947)
- два ордени Червоної Зірки (20.09.1943, 21.05.1947)
- сім медалей
- знак «Почесний працівник ВНК-ДПУ (XV)» (9.05.1938)
- знак «Почесний працівник держбезпеки» (23.12.1957)